# Unione dei Socialdemocratici
L'Unione dei Socialdemocratici (in russo Союз социал-демократов?, Soyuz Sotsial-Demokratov) è un'organizzazione politica non governativa fondata in Russia il 20 ottobre 2007 dall'ex segretario generale del PCUS Michail Gorbačëv.
Il partito ha le sue origini nel Partito Socialdemocratico di Russia, che ha perso il suo status ufficiale nell'aprile 2007 a causa dei suoi bassi iscritti.
Il partito non ha partecipato alle Elezioni parlamentari in Russia del 2007 per concentrarsi sul suo principale obiettivo: divenire un partito politico di massa entro il 2011.
Nel settembre 2008 Gorbačëv ha annunciato la fondazione del Partito Democratico Indipendente di Russia.